# Nicolino Limongi
Nicolino Limongi (Recife, 6 de maio de 1916 - Recife, 12 de junho de 2012) foi um médico e poeta brasileiro.
Formou-se em medicina em 1940 pela Faculdade de Medicina do Recife, depois integrante da Universidade do Recife. Especializou-se em Pediatria e Puericultura.

## Livros publicados
- Mensagem de Natal (1961);
- Turma de 1940 (1961);
- Descompasso e ressonância (1976);
- Poesia e prosa do Nordeste (1981);
- Os cinco dedos (1981);[nota 1]
- Conversando com o silêncio (1999);[nota 2]
- Libelo do silêncio (2003).

## Prêmios
- Medalha do Mérito Cidade do Recife 1974 [3]
- Menção Honrosa no Prêmio Amaro de Lyra e César da Academia Pernambucana de Letras, edição 2000, com o livro Conversando com o silêncio

## Entidades literárias
- Academia de Letras e Artes do Nordeste - fundador, presidente de honra, ocupou a cadeira 1;[4]
- Academia Pernambucana de Medicina;[5][6]
- Academia de Artes e Letras de Pernambuco;
- Academia Pernambucana de Ciência;
- Academia de Letras de Garanhuns - membro honorário ad perpetuam;
- Clube de Poesia do Recife;
- Sociedade Brasileira de Médicos Escritores - Regional Pernambuco - Sócio honorário;
- União Brasileira de Escritores -Secção Pernambuco [7]